# Campionat del Món d'esquí alpí de 2011
La XLI edició del Campionat del Món d'esquí alpí és una competició esportiva realitzada entre els dies 7 i 20 de febrer de 2011 a la ciutat de Garmisch-Partenkirchen (Alemanya) organitzada per la Federació Internacional d'Esquí (FIS) i la Federació Alemanya d'Esquí. Aquesta és la segona vegada que la ciutat de Garmisch-Partenkirchen acull una edició del Campionat del Món d'esquí després de l'edició realitzada el 1978.

## Nacions participants
Un total de 525 esquiadors de 69 nacions participaren en el Campionat.
| - Alemanya - Andorra - Argentina - Àustria - Bèlgica - Bòsnia i Hercegovina - Bulgària - Canadà - Croàcia - Dinamarca - Finlàndia - Eslovàquia | - Eslovènia - Espanya - Estats Units - França - Geòrgia - Hongria - Itàlia - Kazakhstan - Letònia - Liechtenstein - Moldàvia | - Mònaco - Noruega - Nova Zelanda - Països Baixos - Polònia - Regne Unit - Txèquia - Rússia - Suècia - Suïssa - Ucraïna |

## Resultats

### Categoria masculina
| Event                   | Or                   | Or      | Plata               | Plata   | Bronze              | Bronze  |
| Descens detalls         | Erik Guay            | 1:58.41 | Didier Cuche        | 1:58.73 | Christof Innerhofer | 1:59.17 |
| Super Gegant detalls    | Christof Innerhofer  | 1:38.31 | Hannes Reichelt     | 1:38.91 | Ivica Kostelić      | 1:39.03 |
| Eslàlom gegant detalls  | Ted Ligety           | 2:10.56 | Cyprien Richard     | 2:10.64 | Philipp Schörghofer | 2:10.99 |
| Eslàlom detalls         | Jean-Baptiste Grange | 1:41.72 | Jens Byggmark       | 1:42.15 | Manfred Mölgg       | 1:42.33 |
| Super combinada detalls | Aksel Lund Svindal   | 2:54.51 | Christof Innerhofer | 2:55.52 | Peter Fill          | 2:56.41 |

### Categoria femenina
| Event                   | Or              | Or      | Plata             | Plata   | Bronze                 | Bronze  |
| Descens detalls         | Elisabeth Görgl | 1:47.24 | Lindsey Vonn      | 1:47.68 | Maria Riesch           | 1:47.84 |
| Super Gegant detalls    | Elisabeth Görgl | 1:23.82 | Julia Mancuso     | 1:23.87 | Maria Riesch           | 1:24.03 |
| Eslàlom gegant detalls  | Tina Maze       | 2:20.54 | Federica Brignone | 2:20.63 | Tessa Worley           | 2:21.02 |
| Eslàlom detalls         | Marlies Schild  | 1:45.79 | Kathrin Zettel    | 1:46.13 | Maria Pietilae-Holmner | 1:46.44 |
| Super combinada detalls | Anna Fenninger  | 2:43.23 | Tina Maze         | 2:43.32 | Anja Pärson            | 2:43.50 |

### Prova per equips
| Event          | Or | Or | Plata | Plata | Bronze                                                                                           | Bronze                                                                                           |
| Equips detalls | FrançaTaïna Barioz · Anémone Marmottan · Tessa Worley · Gauthier de Tessières · Thomas Fanara · Cyprien Richard | FrançaTaïna Barioz · Anémone Marmottan · Tessa Worley · Gauthier de Tessières · Thomas Fanara · Cyprien Richard | ÀustriaAnna Fenninger · Michaela Kirchgasser · Marlies Schild · Romed Baumann · Benjamin Raich · Philipp Schörghofer | ÀustriaAnna Fenninger · Michaela Kirchgasser · Marlies Schild · Romed Baumann · Benjamin Raich · Philipp Schörghofer | SuèciaSara Hector · Anja Pärson · Maria Pietilä-Holmner · Axel Bäck · Hans Olsson · Matts Olsson | SuèciaSara Hector · Anja Pärson · Maria Pietilä-Holmner · Axel Bäck · Hans Olsson · Matts Olsson |

## Medaller
| Posició | País         | Or | Argent | Bronze | Total |
| 1       | Àustria      | 4  | 3      | 1      | 8     |
| 2       | França       | 2  | 1      | 1      | 4     |
| 3       | Itàlia       | 1  | 2      | 3      | 6     |
| 4       | Estats Units | 1  | 2      | 0      | 3     |
| 5       | Eslovènia    | 1  | 1      | 0      | 2     |
| 6       | Canadà       | 1  | 0      | 0      | 1     |
| 6       | Noruega      | 1  | 0      | 0      | 1     |
| 8       | Suècia       | 0  | 1      | 3      | 4     |
| 9       | Suïssa       | 0  | 1      | 0      | 1     |
| 10      | Alemanya     | 0  | 0      | 2      | 2     |
| 11      | Croàcia      | 0  | 0      | 1      | 1     |
|         | Total        | 11 | 11     | 11     | 33    |